# Bolivinellina
Bolivinellina es un género de foraminífero bentónico de la familia Bolivinidae, de la superfamilia Bolivinoidea, del suborden Buliminina y del orden Buliminida. Su especie tipo es Bolivinellina pescicula. Su rango cronoestratigráfico abarca desde el Plioceno hasta la Actualidad.

## Discusión
Clasificaciones previas incluían Bolivinellina en el suborden Rotaliina del orden Rotaliida.

## Clasificación
Bolivinellina incluye a las siguientes especies:
- Bolivinellina earlandi
- Bolivinellina humilis
- Bolivinellina pacifica
- Bolivinellina pescicula
- Bolivinellina pseudopunctata
- Bolivinellina seminuda
- Bolivinellina translucens